# 1. ŽNL Brodsko-posavska 2017./18.
1. ŽNL Brodsko-posavska u sezoni 2017./18. je predstavljala ligu prvog stupnja županijske lige u Brodsko-posavskoj županiji, te ligu petog stupnja hrvatskog nogometnog prvenstva. 
 
Sudjelovalo je 14 klubova, a ligu je osvojio "Amater" iz Slavonskog Broda. 

## Ljestvica
| mj. | klub                      | ut. | pob. | ner. | por. | gol+ | gol- | bod |
| --- | ------------------------- | --- | ---- | ---- | ---- | ---- | ---- | --- |
| 1.  | Amater Slavonski Brod     | 26  | 19   | 1    | 6    | 58   | 24   | 58  |
| 2.  | Batrina                   | 26  | 13   | 6    | 7    | 46   | 36   | 45  |
| 3.  | Omladinac Gornja Vrba     | 26  | 11   | 7    | 8    | 50   | 35   | 40  |
| 4.  | Slavonac Bukovlje         | 26  | 11   | 7    | 8    | 40   | 33   | 40  |
| 5.  | Slavonac Nova Kapela      | 26  | 12   | 3    | 11   | 50   | 47   | 39  |
| 6.  | Mladost Cernik            | 26  | 11   | 3    | 12   | 51   | 51   | 36  |
| 7.  | Sikirevci                 | 26  | 10   | 3    | 13   | 41   | 52   | 33  |
| 8.  | Zvonimir Donja Vrba       | 26  | 10   | 3    | 13   | 41   | 52   | 33  |
| 9.  | Tomislav Donji Andrijevci | 26  | 9    | 6    | 11   | 27   | 37   | 33  |
| 10. | Zadrugar Oprisavci        | 26  | 8    | 8    | 10   | 43   | 35   | 32  |
| 11. | Budućnost Rešetari        | 26  | 9    | 5    | 12   | 39   | 48   | 32  |
| 12. | Graničar Brodski Varoš    | 26  | 8    | 7    | 11   | 28   | 42   | 31  |
| 13. | Mladost Sibinj            | 26  | 7    | 9    | 10   | 36   | 38   | 30  |
| 14. | Gundinci                  | 26  | 7    | 6    | 13   | 31   | 48   | 27  |

## Rezultatska križaljka
| kratica | klub                      | AMA | BAT | BUD | GRA | GUN | MLAC | MLAS | OML | SIK | SLAB | SLANK | TOM | ZAD | ZVO |
| --- | ------------------------- | --- | --- | --- | --- | --- | ---- | ---- | --- | --- | ---- | ----- | --- | --- | --- |
| AMA | Amater Slavonski Brod     |     |     |     |     |     |      |      |     |     |      |       |     |     |     |
| BAT | Batrina                   |     |     |     |     |     |      |      |     |     |      |       |     |     |     |
| BUD | Budućnost Rešetari        |     |     |     |     |     |      |      |     |     |      |       |     |     |     |
| GRA | Graničar Brodski Varoš    |     |     |     |     |     |      |      |     |     |      |       |     |     |     |
| GUN | Gundinci                  |     |     |     |     |     |      |      |     |     |      |       |     |     |     |
| MLAC | Mladost Cernik            |     |     |     |     |     |      |      |     |     |      |       |     |     |     |
| MLAS | Mladost Sibinj            |     |     |     |     |     |      |      |     |     |      |       |     |     |     |
| OML | Omladinac Gornja Vrba     |     |     |     |     |     |      |      |     |     |      |       |     |     |     |
| SIK | Sikirevci                 |     |     |     |     |     |      |      |     |     |      |       |     |     |     |
| SLAB | Slavonac Bukovlje         |     |     |     |     |     |      |      |     |     |      |       |     |     |     |
| SLANK | Slavonac Nova Kapela      |     |     |     |     |     |      |      |     |     |      |       |     |     |     |
| TOM | Tomislav Donji Andrijevci |     |     |     |     |     |      |      |     |     |      |       |     |     |     |
| ZAD | Zadrugar Oprisavci        |     |     |     |     |     |      |      |     |     |      |       |     |     |     |
| ZVO | Zvonimir Donja Vrba       |     |     |     |     |     |      |      |     |     |      |       |     |     |     |
| |                           |     |     |     |     |     |      |      |     |     |      |       |     |     |     |
| podebljan rezultat - utakmice od 1. do 13. kola (1. utakmica između klubova) rezultat normalne debljine - utakmice od 14. do 26. kola (2. utakmica između klubova) rezultat nakošen - nije vidljiv redoslijed odigravanja međusobnih utakmica iz dostupnih izvora rezultat smanjen * - iz dostupnih izvora nije uočljiv domaćin susreta prekrižen rezultat - poništena ili brisana utakmica p - utakmica prekinuta 3:0 p.f. / 0:3 p.f. - rezultat 3:0 bez borbe n.i. - nije igrano |                           |     |     |     |     |     |      |      |     |     |      |       |     |     |     |

 Izvori: 

## Vanjske poveznice
- zns-bpz.hr, ŽUPANIJSKI NOGOMETNI SAVEZ BRODSKO POSAVSKE ŽUPANIJE
- ns-ng.com, Nogometno središte Nova Gradiška  Arhivirana inačica izvorne stranice od 2. listopada 2021. (Wayback Machine),